# Златни дечко (филм)
Златни дечко српски је филм из 2022. године у режији Огњена Јанковића и по сценарију Алексе и Вука Ршумовића и самог редитеља.

## Радња
Денис Марковић је талентовани фудбалер који веома млад доспева у сам врх светског фудбала, али због проблема са карактером не успева да опстане на том нивоу.
Након повратка у Београд, његов менаџер Чаки покушава да му пронађе нови клуб, али због његове репутације не успева у томе.
Денис полако заборавља на фудбал и концентрише се на изласке.
Чаки упада у проблеме због коцкања и приморан је да пребије свој дуг зеленашима Сонију и Џонију менаџерским правима на Дениса.
Сони и Џони затичу Дениса у очајном физичком и психичком стању.
Покушавају да га доведу у ред, али Денис одбија било какву сарадњу.
У тренутку кад Сони и Џони размишљају да одустану, из затвора излази њихов другар Маки, који је познат по свом незгодном карактеру.
Маки постаје Денисов чувар и стални пратилац.
Њих двојица од старта улазе у отворену борбу, али мало по мало, Маки успева да допре до Дениса својим нетрадиционалним методама.
Денис се враћа у форму и добија шансу у српском прволигашу.
Након спектакуларне партије у дресу новог клуба поново долази у центар медијске пажње.
Нови проблем се јавља кад запада за око искаљеном менаџеру Омеру, који не преза ни од чега да дође до онога што жели.

## Улоге
| Глумац             | Улога          |
| ------------------ | -------------- |
| Денис Мурић        | Денис Марковић |
| Игор Бенчина       | Маки           |
| Андрија Кузмановић | Чаки           |
| Петар Стругар      | Сони           |
| Љубомир Булајић    | Џони           |
| Тихомир Станић     | Омер           |
| Алиса Радаковић    | Дијана         |
| Јована Гавриловић  | Сара           |
| Владимир Ковачевић | Влада          |

## Продукција
Снимање је обављено од 30. септембра до 4. децембра 2020. на локацијама у Београду. Такође, од филма настаје и мини серија од 5 епизода која се емитовала у септембру исте године на Суперстар ТВ.